# Auxologia
Auxologia ou auxanologia (do grego αὔξω, auxō ou αὐξάνω, auxano 'crescer'; e -λογία, -logia) é um meta-termo que abrange o estudo de todos os aspetos do crescimento físico humano. (Embora também seja fundamental para a biologia.) A auxologia é uma ciência multidisciplinar que envolve ciências da saúde/medicina (pediatria, clínica geral, endocrinologia, neuroendocrinologia, fisiologia, epidemiologia) e, em menor grau: ciência da nutrição, genética, antropologia, antropometria, ergonomia, história, história econômica, economia, socioeconomia, sociologia, saúde pública e psicologia, entre outras.